# Márcio Paiva
Pour les articles homonymes, voir Paiva (homonymie).
Márcio Henrique Silva Paiva est un footballeur portugais né le 31 juillet 1980 à Folgosa, Maia. Il évolue au poste de gardien de but.

## Biographie
Márcio Paiva commence sa carrière professionnelle au FC Maia.
En 2005, il rejoint le Vitoria Guimarães, puis en 2006, il s'engage en faveur du CD Feirense.
En 2007, Márcio Paiva est transféré au Rio Ave. Après 2 saisons passées dans ce club, il quitte le Portugal et rejoint le championnat chypriote avec l'équipe du Doxa Katokopia.

## Carrière
- 1999-2005 : FC Maia  Portugal
- 2005-2006 : Vitoria Guimarães  Portugal
- 2006-2007 : CD Feirense  Portugal
- 2007-2009 : Rio Ave  Portugal
- 2009-2010 : Doxa Katokopia  Chypre[1],[2]

## Statistiques
À l'issue de la saison 2009-2010
- 38 matchs en 1re division portugaise
- 142 matchs en 2e division portugaise
- 26 matchs 1re division chypriote